# Dozorne, Ciornomorske
Dozorne (în ucraineană Дозорне) este un sat în comuna Kirovske din raionul Ciornomorske, Republica Autonomă Crimeea, Ucraina.

## Demografie
Componența lingvistică a localității Dozorne
     Rusă (55,93%)
     Ucraineană (24,01%)
     Tătară crimeeană (18,08%)
     Alte limbi (0,56%)
Conform recensământului din 2001, majoritatea populației localității Dozorne era vorbitoare de rusă (55,93%), existând în minoritate și vorbitori de ucraineană (24,01%) și tătară crimeeană (18,08%).